# Юнацька збірна Польщі з футболу (U-20)
Юнацька збірна Польщі з футболу (U-20) — національна футбольна збірна Польщі, що складається із гравців віком до 20 років. Керівництво командою здійснює Польський футбольний союз.
Команда скликається для участі у Молодіжному чемпіонаті світу, якщо відповідну кваліфікацію долає юнацька збірна U-19, а також може брати участь у товариських і регіональних змаганнях.

## Чемпіонат світу U-20
| Статистика молодіжних чемпіонатів світу | Статистика молодіжних чемпіонатів світу                       | Статистика молодіжних чемпіонатів світу                       | Статистика молодіжних чемпіонатів світу                       | Статистика молодіжних чемпіонатів світу                       | Статистика молодіжних чемпіонатів світу                       | Статистика молодіжних чемпіонатів світу                       | Статистика молодіжних чемпіонатів світу                       | Статистика молодіжних чемпіонатів світу |
| Рік                                     | Раунд                                                         |                                                               | В                                                             | Н *                                                           | П                                                             | Г+                                                            | Г-                                                            |                                         |
| --------------------------------------- | ------------------------------------------------------------- | ------------------------------------------------------------- | ------------------------------------------------------------- | ------------------------------------------------------------- | ------------------------------------------------------------- | ------------------------------------------------------------- | ------------------------------------------------------------- | --------------------------------------- |
| 1977                                    | не кваліфікувалася                                            | не кваліфікувалася                                            | не кваліфікувалася                                            | не кваліфікувалася                                            | не кваліфікувалася                                            | не кваліфікувалася                                            | не кваліфікувалася                                            |                                         |
| 1979                                    | четверте місце                                                | 6                                                             | 2                                                             | 2                                                             | 2                                                             | 10                                                            | 6                                                             |                                         |
| 1981                                    | груповий етап                                                 | 3                                                             | 1                                                             | 0                                                             | 2                                                             | 4                                                             | 2                                                             |                                         |
| 1983                                    | третє місце                                                   | 6                                                             | 4                                                             | 0                                                             | 2                                                             | 13                                                            | 7                                                             |                                         |
| 1985                                    | кваліфікувалася, однак ПФЛ несвоєчасно подав заявку на турнір | кваліфікувалася, однак ПФЛ несвоєчасно подав заявку на турнір | кваліфікувалася, однак ПФЛ несвоєчасно подав заявку на турнір | кваліфікувалася, однак ПФЛ несвоєчасно подав заявку на турнір | кваліфікувалася, однак ПФЛ несвоєчасно подав заявку на турнір | кваліфікувалася, однак ПФЛ несвоєчасно подав заявку на турнір | кваліфікувалася, однак ПФЛ несвоєчасно подав заявку на турнір |                                         |
| 1987                                    | не кваліфікувалася                                            | не кваліфікувалася                                            | не кваліфікувалася                                            | не кваліфікувалася                                            | не кваліфікувалася                                            | не кваліфікувалася                                            | не кваліфікувалася                                            |                                         |
| 1989                                    | не кваліфікувалася                                            | не кваліфікувалася                                            | не кваліфікувалася                                            | не кваліфікувалася                                            | не кваліфікувалася                                            | не кваліфікувалася                                            | не кваліфікувалася                                            |                                         |
| 1991                                    | не кваліфікувалася                                            | не кваліфікувалася                                            | не кваліфікувалася                                            | не кваліфікувалася                                            | не кваліфікувалася                                            | не кваліфікувалася                                            | не кваліфікувалася                                            |                                         |
| 1993                                    | не кваліфікувалася                                            | не кваліфікувалася                                            | не кваліфікувалася                                            | не кваліфікувалася                                            | не кваліфікувалася                                            | не кваліфікувалася                                            | не кваліфікувалася                                            |                                         |
| 1995                                    | не кваліфікувалася                                            | не кваліфікувалася                                            | не кваліфікувалася                                            | не кваліфікувалася                                            | не кваліфікувалася                                            | не кваліфікувалася                                            | не кваліфікувалася                                            |                                         |
| 1997                                    | не кваліфікувалася                                            | не кваліфікувалася                                            | не кваліфікувалася                                            | не кваліфікувалася                                            | не кваліфікувалася                                            | не кваліфікувалася                                            | не кваліфікувалася                                            |                                         |
| 1999                                    | не кваліфікувалася                                            | не кваліфікувалася                                            | не кваліфікувалася                                            | не кваліфікувалася                                            | не кваліфікувалася                                            | не кваліфікувалася                                            | не кваліфікувалася                                            |                                         |
| 2001                                    | не кваліфікувалася                                            | не кваліфікувалася                                            | не кваліфікувалася                                            | не кваліфікувалася                                            | не кваліфікувалася                                            | не кваліфікувалася                                            | не кваліфікувалася                                            |                                         |
| 2003                                    | не кваліфікувалася                                            | не кваліфікувалася                                            | не кваліфікувалася                                            | не кваліфікувалася                                            | не кваліфікувалася                                            | не кваліфікувалася                                            | не кваліфікувалася                                            |                                         |
| 2005                                    | не кваліфікувалася                                            | не кваліфікувалася                                            | не кваліфікувалася                                            | не кваліфікувалася                                            | не кваліфікувалася                                            | не кваліфікувалася                                            | не кваліфікувалася                                            |                                         |
| 2007                                    | 1/8 фіналу                                                    | 4                                                             | 1                                                             | 1                                                             | 2                                                             | 4                                                             | 10                                                            |                                         |
| 2009                                    | не кваліфікувалася                                            | не кваліфікувалася                                            | не кваліфікувалася                                            | не кваліфікувалася                                            | не кваліфікувалася                                            | не кваліфікувалася                                            | не кваліфікувалася                                            |                                         |
| 2011                                    | не кваліфікувалася                                            | не кваліфікувалася                                            | не кваліфікувалася                                            | не кваліфікувалася                                            | не кваліфікувалася                                            | не кваліфікувалася                                            | не кваліфікувалася                                            |                                         |
| 2013                                    | не кваліфікувалася                                            | не кваліфікувалася                                            | не кваліфікувалася                                            | не кваліфікувалася                                            | не кваліфікувалася                                            | не кваліфікувалася                                            | не кваліфікувалася                                            |                                         |
| 2015                                    | не кваліфікувалася                                            | не кваліфікувалася                                            | не кваліфікувалася                                            | не кваліфікувалася                                            | не кваліфікувалася                                            | не кваліфікувалася                                            | не кваліфікувалася                                            |                                         |
| 2017                                    | не кваліфікувалася                                            | не кваліфікувалася                                            | не кваліфікувалася                                            | не кваліфікувалася                                            | не кваліфікувалася                                            | не кваліфікувалася                                            | не кваліфікувалася                                            |                                         |
| 2019                                    | 1/8 фіналу                                                    | 4                                                             | 1                                                             | 1                                                             | 2                                                             | 5                                                             | 3                                                             |                                         |
| 2021                                    | не кваліфікувалася                                            | не кваліфікувалася                                            | не кваліфікувалася                                            | не кваліфікувалася                                            | не кваліфікувалася                                            | не кваліфікувалася                                            | не кваліфікувалася                                            |                                         |
| Усього                                  | Найкращий результат: третє місце                              | 23                                                            | 9                                                             | 4                                                             | 10                                                            | 36                                                            | 28                                                            |                                         |